# Rigsbibliotekarembedet
Rigsbibliotekarembedet var et centralorgan for de danske forskningsbiblioteker, der eksisterede fra 1943-1990.
Rigsbibliotekarembedet blev oprettet i 1943 under Undervisningsministeriet (fra 1961 Kulturministeriet). Det skulle varetage fælles opgaver og koordinering af forskningsbibliotekerne. Samtidig skulle lederen, rigsbibliotekaren, været chef for Det Kongelige Bibliotek og Universitetsbibliotekets 1. og 2. afdeling.
Danmarks Institut for International Udveksling af Videnskabelige Publikationer (I.D.E.) oprettedes  under Rigsbibliotekarembedet i 1945. Det var en central instans for alle forskningsbiblioteker til udveksling med udlandet af officielle tryk, disputatser, tidsskrifter og dubletter. Fra 1953 overtog Rigsbibliotekarembedet fra Det Kongelige Bibliotek udgivelsen af Accessionskatalogen, som var en samlet oversigt over nyerhvervelser i alle større danske videnskabelige biblioteker.
I 1970 oprettedes Forskningsbibliotekernes Fællesråd med Rigsbibliotekarembedet som formandskab. Det fik planlæggende og rådgivende« funktioner over for forskningsbibliotekerne. Rådet bestod af 48 medlemmer og et forretningsudvalg på otte medlemmer.. 
1968-1986 udgav Rigsbibliotekarembedet Information for Forskningsbiblioteker.
Efter en lang proces skete der i 1986 en adskillelse, således at Rigsbibliotekarembedet ikke længere havde ansvaret for ledelsen af Det Kongelige Bibliotek. Herefter var Rigsbibliotekarembedet alene et fælles centralorgan for forskningsbibliotekerne.  I 1990 blev Rigsbibliotekarembedet sammenlagt med Bibliotekstilsynet under navnet Statens Bibliotekstjeneste. Lederen af Statens Bibliotekstjeneste beholdt stillingsbetegnelsen Rigsbibliotekar.
Rigsbibliotekarembedet var i hele sin funktionsperiode kun rådgivende, så det var en institution med svage beføjelser. Størst betydning fik Rigsbibliotekarembedet for edb-udviklingen i forskningsbibliotekerne. Eksempelvis var Rigsbibliotekarembedet i 1971 med i et internationalt bibliotekssamarbejde, som fastlagde MARC-formatet, som blev et  fælles internationalt udvekslingsformat mellem for katalogdata i elektronisk form. I 1978 tog Rigsbibliotekarembedet initiativ til et edb-baseret samkatalogiseringsprojekt i forskningsbibliotekerne ALBA/SAMKAT, som blev en del af grundlaget for DanBib. 

## Rigsbibliotekarer
- Svend Dahl 1943-1952
- Palle Birkelund 1952-1982
- Torkil Olsen 1982-1986 (konstitueret)
- Morten Laursen Vig 1986-1997